# دوبروفسکی (سرزمین آلتای)
دوبروفسکی (به لاتین: Dubrovsky) یک منطقهٔ مسکونی در روسیه است که در سرزمین آلتای واقع شده‌است.